# Pióroskrzelne
Pióroskrzelne, pióroskrzelce (Pterobranchia) – monofiletyczna gromada niewielkich półstrunowców obejmująca okołu 30 rodzajów.
Gromada Pterobranchia została utworzona przez Raya Lankestera w 1877. Zawierała wtedy jeden rodzaj: Rhabdopleura.
Drobne zwierzęta przypominające zewnętrznym wyglądem mszywioły. Wolno żyjące lub tworzące kolonie pozorne – każdy osobnik tkwi oddzielnie w swojej otoczce. Posiadają chitynowy szkielet zewnętrzny, dwa rozgałęzione ramiona i przewód trawienny w kształcie litery U, a czasem także szczeliny skrzelowe.